# Cantón de Chevillon
El cantón de Chevillon era una división administrativa francesa, que estaba situada en el departamento de Alto Marne y la región de Champaña-Ardenas.

## Composición
El cantón estaba formado por ocho comunas:
- Chevillon
- Bayard-sur-Marne
- Eurville-Bienville
- Fontaines-sur-Marne
- Maizières
- Narcy
- Osne-le-Val
- Rachecourt-sur-Marne

## Supresión del cantón de Chevillon
En aplicación del Decreto n.º 2014-163 de 17 de febrero de 2014, el cantón de Chevillon fue suprimido el 22 de marzo de 2015 y sus 8 comunas pasaron a formar parte del nuevo cantón de Eurville-Bienville.